# Super Bowl LVII
Super Bowl LVII je bio završna utakmica 103. po redu sezone nacionalne lige američkog nogometa. U njoj su se sastali pobjednici NFC konferencije Philadelphia Eaglesi i pobjednici AFC konferencije Kansas City Chiefsi. Pobijedili su Chiefsi rezultatom 38:35, te tako osvojili svoj treći naslov prvaka.
Super Bowl je po treći puta odigran na State Farm Stadiumu u Glendaleu u Arizoni. Utakmicu je u SAD-u gledalo više od 115 milijuna gledatelja, čime je Super Bowl LVII postao najgledaniji Super Bowl u povijesti (prije toga je to bio Super Bowl XLIX sa prosječnih 114.4 milijuna gledatelja).

## Tijek utakmice
| Četvrtina | Vrijeme | Momčad | Informacija o promjeni rezultata                                                              | Rezultat | Rezultat |
| Četvrtina | Vrijeme | Momčad | Informacija o promjeni rezultata                                                              | Eagles   | Chiefs   |
| --------- | ------- | ------ | --------------------------------------------------------------------------------------------- | -------- | -------- |
| 1         | 10:09   | PHI    | touchdown probijanjem (Hurts), uspješan pokušaj za dodatni poen (Elliott)                     | 7        | 0        |
| 1         | 6:57    | KC     | touchdown dodavanjem (Mahomes-Kelce), uspješan pokušaj za dodatni poen (Butker)               | 7        | 7        |
| 2         | 14:52   | PHI    | touchdown dodavanjem (Hurts-Brown), uspješan pokušaj za dodatni poen (Elliott)                | 14       | 7        |
| 2         | 9:39    | KC     | touchdown nakon osvojene izgubljene lopte (Bolton), uspješan pokušaj za dodatni poen (Butker) | 14       | 14       |
| 2         | 2:20    | PHI    | touchdown probijanjem (Hurts), uspješan pokušaj za dodatni poen (Elliott)                     | 21       | 14       |
| 2         | 0:00    | PHI    | field goal (Elliott)                                                                          | 24       | 14       |
| 3         | 9:30    | KC     | touchdown probijanjem (Pacheco), uspješan pokušaj za dodatni poen (Butker)                    | 24       | 21       |
| 3         | 1:45    | PHI    | field goal (Elliott)                                                                          | 27       | 21       |
| 4         | 12:04   | KC     | touchdown dodavanjem (Mahomes-Toney), uspješan pokušaj za dodatni poen (Butker)               | 27       | 28       |
| 4         | 9:22    | KC     | touchdown dodavanjem (Mahomes-Moore), uspješan pokušaj za dodatni poen (Butker)               | 27       | 35       |
| 4         | 5:15    | PHI    | touchdown probijanjem (Hurts), uspješan pokušaj za dva dodatna poena (Hurts)                  | 35       | 35       |
| 4         | 0:08    | KC     | field goal (Butker)                                                                           | 35       | 38       |

## Statistika utakmice

### Statistika po momčadima
| Statistika                                                      | Philadelphia Eagles | Kansas City Chiefs |
| --------------------------------------------------------------- | ------------------- | ------------------ |
| Prvih pokušaja                                                  | 25                  | 21                 |
| Ukupno osvojenih jardi                                          | 417                 | 340                |
| Broj napada probijanjem                                         | 32                  | 26                 |
| Ukupno jardi osvojenih probijanjem                              | 115                 | 158                |
| Broj napada s kompletiranim dodavanjem/ukupno napada dodavanjem | 27/38               | 21/27              |
| Ukupno jardi osvojenih dodavanjem                               | 302                 | 182                |
| Izgubljenih lopti                                               | 1                   | 0                  |
| Prekršaji (izgubljenih jardi)                                   | 6 (33)              | 3 (14)             |
| Vrijeme posjeda lopte (min:s)                                   | 35:47               | 24:13              |

### Statistika po igračima
| Quarterback          | Dodavanja* | Yds** | TD*** | Int**** |
| -------------------- | ---------- | ----- | ----- | ------- |
| Jalen Hurts (PHI)    | 27/38      | 304   | 1     | 0       |
| Patrick Mahomes (KC) | 21/27      | 182   | 3     | 0       |

#### Najviše jardi probijanja
| Igrač              | Pokušaja* | Yds** | TD*** |
| ------------------ | --------- | ----- | ----- |
| Jalen Hurts (PHI)  | 15        | 70    | 3     |
| Isiah Pacheco (KC) | 15        | 76    | 1     |

#### Najviše uhvaćenih jardi dodavanja
| Igrač               | Dodavanja* | Yds** | TD*** |
| ------------------- | ---------- | ----- | ----- |
| DeVonta Smith (PHI) | 7/9        | 100   | 0     |
| Travis Kelce (KC)   | 6/6        | 81    | 1     |

Napomena: * - broj kompletiranih dodavanja/ukupno dodavanja, ** - ukupno jardi dodavanja, *** - broj touchdownova (polaganja), **** - broj izgubljenih lopti